# Курбатова, Наталья Владимировна
Ната́лья Влади́мировна Курба́това (17 октября 1985 — 23 марта 2014, Новокубанский район, Краснодарский край) — российская легкоатлетка, специалистка по бегу на длинные дистанции и марафону. Выступала за сборную России по лёгкой атлетике в середине 2000-х годов, чемпионка России в полумарафоне, участница чемпионата мира по полумарафону в Дебрецене. Представляла Мордовию. Мастер спорта России международного класса.

## Биография
Наталья Курбатова родилась 17 октября 1985 года. Происходит из семьи с богатыми спортивными традициями, её отец Владимир Дмитриевич Курбатов — мастер спорта международного класса по лёгкой атлетике, чемпион России и Европы в суточном беге, мать — имела определённые успехи в спортивной ходьбе.
Начала заниматься бегом ещё во время учёбы в первом классе школы, проходила подготовку под руководством Сергея Арапова. Позже тренировалась в саранском Центре олимпийской подготовки у заслуженного тренера России Виктора Михайловича Чёгина. Окончила Мордовский государственный университет имени Н. П. Огарёва, где училась на экономическом факультете.
В возрасте 15 лет пробежала Тихорецкий марафон, показав результат 3 часа и 4 минуты. Неоднократно выигрывала различные старты в Мордовии, в том числе дважды побеждала на республиканских пробегах им. Болотникова.
В 2005 году выступила на весеннем чемпионате России по кроссу в Жуковском, где на дистанции 6 км заняла 13-е место.
Наиболее успешным в её спортивной карьере оказался сезон 2006 года, когда на домашних чемпионатах России в Саранске она сначала выиграла серебряную медаль в марафоне, уступив только Наиле Юламановой, а затем одержала победу в зачёте полумарафона. Попав в основной состав российской национальной сборной, отметилась выступлением на чемпионате мира по полумарафону в Дебрецене — стала тринадцатой в личном зачёте, а также вместе со своими соотечественницами Гульнарой Выговской и Ириной Тимофеевой расположилась на пятой строке в командном зачёте. По итогам сезона была удостоена почётного звания «Мастер спорта России международного класса».
Вынуждена была прервать спортивную карьеру из-за проблем со здоровьем.
Умерла 23 марта 2014 года в Новокубанском районе Краснодарского края в возрасте 28 лет. Похоронена там же.